# Helle Maj
Helle Maj (født 8. maj 1963 på Frederiksberg) er en dansk journalist og forfatter. Hun bor i dag i Cape Town, Sydafrika.
Helle Maj er forfatter til bogen Den Sorte Enke udgivet på Politikens Forlag. Bogen, som hun brugte fem år på at researche og skrive, handler om drabet på den danske millionær Preben Povlsen.
Helle Maj har også skrevet bogen Tækkemanden - afsløringen af Peter Frederiksen, Danmarks mest dæmoniske dræber udgivet på People's Press i november 2018. Bogen er blevet til efter Helle Maj sammen med sin mand, fotograf Jørn Stjerneklar, i årene 2015-2018 samarbejdede med den sydafrikanske elitepoliti-enhed Hawks. Samarbejdet betød at Peter Frederiksen blev idømt to gange livstid i marts 2018. Det samarbejde blev dokumenteret i Danmarks Radios true crime serie Hvid mands dagbog. Serien blev vist i januar 2018 på DR1 og bestod af tre afsnit.  Serien modtog TV-Prisen 2019 for Bedste Crime.
Den 31/10 2019 blev podcastserien 'I en danskers blodspor' lagt op på DRs hjemmeside. Serien handler om den danske tækkemand Peter Frederiksen, som sidder fængslet i Sydafrika, og er på fem afsnit. Podcasten blev produceret i samarbejde med journalisterne Jørn Stjerneklar og Torben Brandt. Serien blev i 2020 nomineret til radioprisen Prix Italia  og den danske radiopris Prix Radio, hvor den vandt i kategorien 'Året podcast'.  Serien blev af lytterne til podcastserien 'Mørkeland' kåret som 'Bedste Danske True Crime-podcast.
Helle Maj arbejder også som tv-tilrettelægger for bl.a. DR. Hun står bag film som Safari Jensen, sendt på DR2 i 2005 og Klar, Parat... sendt på DR1 i 1998. Igennem mere end 25 år har hun fra sin bopæl i Afrika dækket kontinentet for et utal af danske medier.
Tilbage i 1988 deltog Helle Maj i dele af rejsen til Pakistan og Afghanistan i forbindelse med Lars Løkke Rasmussens Skoleprojekt Afghanistan.
I oktober 2023 udkom Helle Maj i samarbejde med fotograf Jørn Stjerneklar med en 82 sider lang rapport om fotograf Jan Grarups arbejde i Rwanda under og efter folkedrabet i 1994. Rapporten afslører, at Jan Grarup har løjet overfor læsere, seere og lyttere om sin rolle i Rwanda både under og efter folkedrabet.

## Udmærkelser
- 2020: Prix Radio
- 2020: Bedste True Crime-podcast hos Mørkelands lyttere